# Саманта (ТВ серија)
Саманта (шп. Samantha) венецуеланска је теленовела, продукцијске куће Venevision, снимана 1998.
У Србији приказивана током 2000. и 2001. на телевизији Кошава, а касније и на осталим локалним телевизијама.

## Синопсис
Саманта је лепа, простодушна девојка, која живи на ранчу Владемара Ринкона. Једног дана, тражећи свог изгубљеног коња, у срушеном авиону проналази Луиса Алберта Арангурена, који постаје љубав њеног живота. Саманта и њена породица мисле да је Луис само пилот компаније „Арангурен“, а он не може да им открије јер се не сећа ничега.
Саманту заправо не занима његов идентитет – заљубљује се у њега и све што жели јесте да га потпуно излечи. Неколико недеља било је довољно да се између њих двоје распламса страст. Међутим, када се Луис Алберто стицајем околности врати у град, памћење му се враћа, али заборавља све што му се десило после несреће, па и Саманту. По повратку кући, сазнаје да је његова жена умрла, али истина је да ју је зла Бетсаида убила, јер је заљубљена у Луиса Алберта и жели да га освоји. То исто ће покушати и изопачена Рајиса.
На једном састанку са Рајисом, Луис Алберто се присећа Саманте, враћа се на место несреће да је потражи и ожени се њоме. Када је доведе у град Саманта ће морати да се супротстави Бетсаиди, Рајиси и Луисовој кћерки Анабели, која је бесна због тога што се њен отац оженио недуго после мајчине смрти …

## Улоге
| Глумац:            | Улога:                       |
| ------------------ | ---------------------------- |
| Алисија Маћадо     | Саманта дел Љано             |
| Алехандро Мартинез | Луис Алберто Арангурен Лухан |
| Данијел Алварадо   | Аркадио Мауте Гванипа        |
| Хорхе Арапвена     | Родолфо Виљалобос            |
| Карлос Ареаза      | Самуел Казанова              |
| Ноели Артеага      | Рајиса Ринкон Лусарадо       |
| Хајди Балса        | Лавинија Лусардо де Ринкон   |
| Ханин Барбоса      | Кристина                     |
| Данијел Баскопе    | Анабела                      |
| Ева Бланко         | Алба Лухан де Арангурен      |
| Ванги Лабалан      | Бланка                       |
| Хулио Капоте       | Росендо                      |
| Марта Карбиљо      | Александрина                 |
| Катрин Кастро      | Рина                         |
| Франсиско Ферари   | др Артуро Идалго             |
| Алтор Гавирија     | Пасквал Мартинез             |
| Елајиза Хил        | Чичара                       |
| Маурисио Гонзалез  | отац Лино                    |
| Каролина Гропусо   | Јусмери                      |
| Олга Енрикез       | Весталија Лузардо            |
| Карл Хофман        | Рамон Деметрио Калзадиља     |
| Мартин Лантигва    | Лоренсо дел Љано             |
| Џонатан Монтенегро | Александар Ернандез          |
| Елизабет Моралес   | Елена де Арангурен           |
| Џени Ногуера       | Макарена                     |
| Патрисија Оливерос | Сарита                       |
| Марта Оливо        | доња Теодора Тореалба        |
| Карлос Омања       | Пантоја                      |
| Винда Пералт       | Џоана                        |
| Маурисио Ринтерија | Тирсо Гуевара                |
| Густаво Родригез   | дон Валдемар Ринкон          |
| Милена Сантандер   | Бетсаида Мартинез            |
| Висенте Тепедино   | Салвадор Идалго              |
| Патрисија Тофоли   | Дамарис                      |
| Џудит Васкез       | Хертрудис                    |
| Соња Виљамисар     | Дебора Маркано Родригез      |
| Хосе Луис Сулета   | Хорхе                        |